# Blue Foundation
Blue Foundation es una banda danesa de alternative rock fundada en 2000 por el músico Tobias Wilner.

## Historia
Blue Foundation surgió en 2000 basada en la cooperación de Tobias "Bichi" Wilner con varios artistas y músicos; su trabajo con Kirstine Stubbe Teglbjærg y Bo Rande ha sido especialmente característico para el sonido de Blue Foundation.
La música puede ser descrita como una mezcla de dream pop melódico influenciado por la Indietrónica y el shoegaze.
Tobias Wilner la llamó "folclore para la gente moderna".
Blue Foundation publicó su primer Disco de vinilo mediante MoshiMoshi (Hot Chip, Bloc Party etc) y su primer álbum, titulado como la banda, fue publicado poco después.
Durante varios años, Blue Foundation expandió su audiencia, abrazando ambas corrientes underground y alternativa.
La música de Blue Foundation ha destacado en importantes películas como Crepúsculo, Miami Vice y las series de televisión como The O. C. y The Vampire Diaries (serie de televisión).
Blue Foundation publicó su tercer álbum Life of a Ghost' en Escandinavia en 2007.

## Miembros
- Tobias Wilner (voz, guitarra, productor, compositor)
- Kirstine Stubbe Teglbjærg (voz y compositora)
- Bo Rande (productor, compositor, trompeta)
- MC Jabber (MC y escritor)
- Tatsuki Oshima(DJ)

## Discografía

### Álbumes de estudio
- In My Mind I Am Free (2012)
- Life Of A Ghost (2006)
- Solid Origami (2006)
- Sweep of Days (2004)
- Blue Foundation o 33 (2001)

### EP y sencillos
- Enemy
- Sweep
- Dead Peoples Choice
- Crosshair
- Ricochet
- LIVE at Vega
- This is Goodbye
- Embers
- End of the Day
- As I Moved On aka Rise
- Bassment
- Jack to Phono EP
- Alis
- Hollywood & Wiseguy
- Hollywood & Hide

### Compilaciones
- Sequential (2007)
- Paris (2007)
- Who Shot Jacques Laverne? (2004)
- Colors: A Nordic Compilation (2003)
- Mother Nature (2003)
- Warp Factor (??)

### Bandas sonoras seleccionadas y películas
- Twilight
- Miami Vice
- Drabet
- The O.C.
- Anna Pihl
- The Vampire Diaries (serie de televisión)
- [American Horror Story Temporada 1]